# Platambus lunulatus
Platambus lunulatus là một loài bọ cánh cứng trong họ Bọ nước. Loài này được Fischer von Waldheim miêu tả khoa học năm 1829.